# Andrew Garfield
Andrew Russell Garfield (Los Angeles, 1983. augusztus 20. –) Golden Globe-, BAFTA- és Tony-díjas brit-amerikai színész.
Los Angelesben született, de az angliai Epsomban, Surrey megyében nevelkedett. Színészi karrierjét színpadi és televíziós szereplésekkel kezdte. Első filmes debütálása a Gyávák és hősök című filmben volt többek között Robert Redford, Meryl Streep, Tom Cruise és Michael Peña oldalán. A nemzetközi elismerést a 2010-es Social Network – A közösségi háló című, Mark Zuckerbergről készült regényt feldolgozó film hozta meg számára, melyért Golden Globe- és BAFTA-jelölést is kapott Eduardo Saverin megformálásáért, illetve az ugyan ebben az évben bemutatott Ne engedj el! című alkotás, mely szintén BAFTA-jelölést és Szaturnusz-díjat hozott neki.
Több elismerést is szerzett a A csodálatos Pókember (film, 2012) címszerepének megformálásáért. Továbbra is fellépett színpadon, ugyanebben az évben életre keltette Biffet Arthur Miller Az ügynök halála című, a Broadwayen bemutatott művében, a néhai Philip Seymour Hoffman oldalán. E szerepéért pedig Tony-díjra jelölték legjobb férfi mellékszereplő (színdarab) kategóriában. Társproducere és főszereplője volt a 2014-es 99 Otthon című thrillernek. 2016-ban a Mel Gibson által rendezett A fegyvertelen katona című film főszerepét játszotta. 2018-ban főszereplőként Tony-díjat nyert az Angyalok Amerikában darabbal.

## Gyerekkora
Garfield a kaliforniai Los Angelesben született. Édesanyja, Lynn az angliai Essexből származik, kaliforniai édesapja, Richard Garfield szintén brit nagyszülőkkel rendelkezik. Hároméves korában költözött a család Los Angelesből az angliai Epsomba. Édesapja zsidó, és noha szekuláris nevelést kapott, a színész is zsidónak vallja magát. Zsidó bevándorlók leszármazottai, akik Közép- és Kelet-Európából (Lengyelország, Oroszország és Románia) költöztek Londonba. A család eredeti neve „Garfinkel” volt.
Szülei egy lakberendezési/belsőépítészeti vállalkozást vezettek; édesanyja most segédtanár egy óvodában, édesapja pedig vezető edzője a Guildford-i Úszó Klubnak. Egyetlen bátyja van, aki orvos. Andrew korábban tornázott és úszott. Eredetileg üzletembernek tanult volna, de 16 éves korában érdekelni kezdte a színészvilág. 2004-ben diplomázott a Londoni Egyetem Central School of Speech and Drama karán.

## Pályafutása
2012-ben főszerepet kapott A Csodálatos Pókember-ben.
Annak ellenére, hogy többször nyilvánosan tagadta az ellenkezőjét, Garfield ismét eljátszotta Pókember szerepét a Marvel-moziuniverzum Pókember: Nincs hazaút című filmjében, ahol Pókember utódja, Tom Holland és elődje, Tobey Maguire mellett játszott. Az alakításáért a kritikusok és a közönség elismerését is megkapta. Garfield "örömteli" élményként írta le a filmben való munkáját, és azt mondta, hogy ezzel „lezárult” a Pókember karakterének saját változata. Azt is elmondta, hogy nyitott lenne arra, hogy a jövőben újra eljátssza a szerepet.

## Magánélete
A színész kettős állampolgár, Sunday Herald-nak adott 2009-es interjújában azt mondta, hogy „egyformán otthon érzi magát az Egyesült Államokban és az Egyesült Királyságban”, sőt kifejezetten „élvezi e kulturális változatosságot”. Rendszeresen ad interjút munkásságáról, de magánéletét nem teregeti ki a nyilvánosság előtt.
2011-ben A csodálatos Pókember forgatásán összejött filmbeli párjával, a Gwen Stacy-t alakító, nála öt évvel fiatalabb Emma Stone-nal. A film rendezője, Marc Webb később megjegyezte, hogy a Garfield és Stone között lévő kémia miatt esett egyértelműen Stone-ra a választás a castingon. Három év együtt járás után 2014 októberében Andrew eljegyezte a színésznőt, ám 2015 októberében különváltak útjaik.
2011-ben Garfield a Sport a Világ Árváiért Alapítvány (Sport for the Worldwide Orphans Foundation, WWO) nagykövete lett.

## Filmográfia

### Film
| Év   | Magyar cím                               | Eredeti cím                         | Szerep                                    | Magyar hang      | Rendező               |
| ---- | ---------------------------------------- | ----------------------------------- | ----------------------------------------- | ---------------- | --------------------- |
| 2005 |                                          | Mumbo Jumbo (rövidfilm)             | Simmo                                     |                  | Bevan Walsh           |
| 2007 | A bűn hálójában                          | Boy A                               | Jack Burridge                             |                  | John Crowley          |
| 2007 | Gyávák és hősök                          | Lions for Lambs                     | Todd Hayes                                | Csőre Gábor      | Robert Redford        |
| 2008 | A másik Boleyn lány                      | The Other Boleyn Girl               | Francis Weston                            | Csőre Gábor      | Justin Chadwick       |
| 2009 | Doctor Parnassus és a képzelet birodalma | The Imaginarium of Doctor Parnassus | Anton                                     | Pálmai Szabolcs  | Terry Gilliam         |
| 2009 |                                          | Air (rövidfilm)                     | Tom                                       |                  | Luke Davies           |
| 2010 |                                          | I'm Here (rövidfilm)                | Sheldon                                   |                  | Spike Jonze           |
| 2010 | Ne engedj el!                            | Never Let Me Go                     | Tommy D.                                  | Schruff Milán    | Mark Romanek          |
| 2010 | Social Network – A közösségi háló        | The Social Network                  | Eduardo Saverin                           | Csőre Gábor      | David Fincher         |
| 2012 | A csodálatos Pókember                    | The Amazing Spider-Man              | Peter Parker / Pókember                   | Molnár Levente   | Marc Webb             |
| 2014 | A csodálatos Pókember 2.                 | The Amazing Spider-Man 2            | Peter Parker / Pókember                   | Molnár Levente   | Marc Webb             |
| 2014 | 99 Otthon                                | 99 Homes                            | Dennis Nash                               |                  | Ramin Bahrani         |
| 2016 | A fegyvertelen katona                    | Hacksaw Ridge                       | Desmond Doss                              | Molnár Levente   | Mel Gibson            |
| 2016 | Némaság                                  | Silence                             | Sebastião Rodrigues atya                  | Bercsényi Péter  | Martin Scorsese       |
| 2017 | Lélegzetvétel                            | Breathe                             | Robin Cavendish                           | Varga Gábor      | Andy Serkis           |
| 2018 | Kaliforniai rémálom                      | Under the Silver Lake               | Sam                                       |                  | David Robert Mitchell |
| 2020 |                                          | Mainstream                          | Link                                      |                  | Gia Coppola           |
| 2021 | Tammy Faye szemei                        | The Eyes of Tammy Faye              | Jim Bakker                                | Minárovits Péter | Michael Showalter     |
| 2021 | Tick, Tick... Boom!                      | Tick, Tick... Boom!                 | Jonathan Larson                           | Szemenyei János  | Lin-Manuel Miranda    |
| 2021 | Pókember: Nincs hazaút                   | Spider-Man: No Way Home             | Peter Parker / Pókember                   | Molnár Levente   | Jon Watts             |
| 2023 | Pókember: A pókverzumon át               | Spider-Man: Across the Spider-Verse | Peter Parker / Pókember (archív felvétel) | Molnár Levente   | Joaquim Dos Santos    |
| 2023 | Pókember: A pókverzumon át               | Spider-Man: Across the Spider-Verse | Peter Parker / Pókember (archív felvétel) | Molnár Levente   | Kemp Powers           |
| 2023 | Pókember: A pókverzumon át               | Spider-Man: Across the Spider-Verse | Peter Parker / Pókember (archív felvétel) | Molnár Levente   | Justin K. Thompson    |
| 2024 | A szerelem ideje                         | We Live in Time                     | Tobias                                    | Schruff Milán    | John Crowley          |

### Televízió

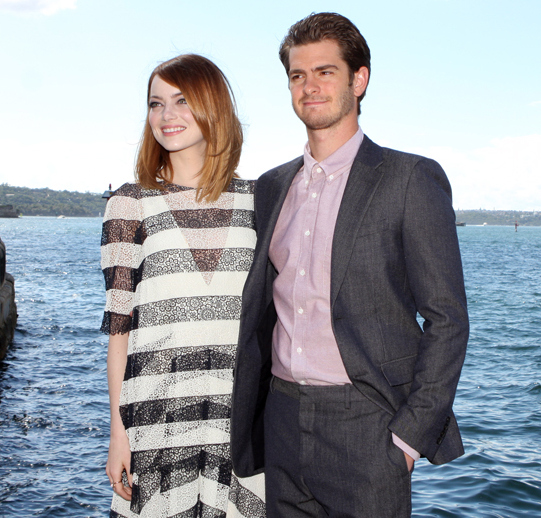
Garfield és Emma Stone 2014-ben

| Év        | Magyar cím          | Eredeti cím                             | Szerep                      | Megjegyzések                                             |
| --------- | ------------------- | --------------------------------------- | --------------------------- | -------------------------------------------------------- |
| 2003      |                     | Swinging                                | több szereplő               | 1 epizód                                                 |
| 2003      |                     | Sugar Rush                              | Tom                         | 5 epizód                                                 |
| 2006      |                     | Simon Schama's Power of Art: Caravaggio | fiú                         | 1 epizód                                                 |
| 2007      | Ki vagy, doki?      | Doctor Who                              | Frank                       | - 2 epizód - Dalekok Manhattanben - A dalekok evolúciója |
| 2007      | Fagypont            | Freezing                                | Kit                         | 1 epizód                                                 |
| 2007      |                     | Trial & Retribution                     | Martin Douglas              | 1 epizód                                                 |
| 2009      |                     | Red Riding                              | Eddie Dunford               | 3 epizód                                                 |
| 2011–2014 | Saturday Night Live | Saturday Night Live                     | önmaga (házigazda)          | 2 epizód                                                 |
| 2019      |                     | RuPaul's Drag Race UK                   | önmaga (meghívott zsűritag) | 1 epizód                                                 |

## Érdekességek
- A Social Network - A közösségi háló című film rendezője, David Fincher eredetileg Mark Zuckerberg szerepe kapcsán találkozott a színésszel, ám Garfield "embersége velejének hihetetlen érzelmi kifejezéseit" sokkal megfelelőbbnek találta Saverin szerepére. A döntés helyesnek bizonyult, a The New Yorker, Entertainment Weekly, Los Angeles Times, The Wall Street Journal és a BBC méltán zengett dicshimnuszai mellett a Rolling Stone úgy jellemezte Garfield játékát, mint "...elképesztően remek - lelket ad egy olyan filmnek, aminek máskülönben talán nem lenne".
- Garfield "több szempontból is erős kihívásnak" élte meg Pókember szerepét. Atléták és pókok mozgását gyakorolta és próbálta összedolgozni, jóga és pilates órákat vett, hogy olyan rugalmas és hajlékony legyen, amennyire csak lehetséges. Négy hónapnyi tréningjét "kihívónak és kimerítőnek" írta le. Alakítása ez esetben is remek elismerést kapott.
- Miután a Marvel a Sonytól Pókember karakterét bevonta a Marvel-moziuniverzumba, A csodálatos Pókember szériának vége szakadt, nem készült el a harmadik rész. Peter Parker szerepét Tom Holland vette át. Később viszont 2021-ben újra elvállalhatta Pókember szerepét a Pókember: Nincs hazaút c. filmben Tom Holland és Tobey Maguire Pókembere mellett. Garfield visszatérését sokan spekulálták, amit egészen a film megjelenéséig tagadnia kellett, mert eredetileg a stúdió meglepetésnek akarta szánni a visszatérését a sok kiszivárgások ellenére is.
- 2015-ben archeológusok azzal tisztelték meg Garfield Pókember-alakítását, hogy egy újonnan felfedezett pókfajt, a Pritha garfieldit róla nevezték el.